# Нортон Шварц
Нортон Аллан Шварц (англ. Norton Allan Schwartz; нар. 14 грудня 1951, Томс-Рівер, Оушен, Нью-Джерсі) — американський воєначальник, генерал Повітряних сил США (2005), 19-й начальник штабу Повітряних сил США (2001—2005). Командувач Транспортного Командування Збройних сил США. Учасник війни в Перській затоці.

## Біографія
Військова кар'єра
- 6 червня 1973 — другий лейтенант
- 6 червня 1975 — перший лейтенант
- 6 червня 1977 — капітан
- 1 листопада 1982 — майор
- 1 березня 1985 — підполковник
- 1 лютого 1991 — полковник
- 1 січня 1996 — бригадний генерал
- 4 березня 1999 — генерал-майор
- 18 січня 2000 — генерал-лейтенант
- 1 жовтня 2005 — генерал

Нортон Шварц народився 14 грудня 1951 року в містечку Томс-Рівер, в окрузі Оушен штату Нью-Джерсі. У 1973 закінчив Академію Повітряних сил США. Пізніше отримав вищу військову освіту в Національному воєнному коледжі, а також Массачусетський технологічний інститут.
Проходив службу на різних командних та штабних посадах у Повітряних силах США. Зокрема був командиром (командувачем) 11-ї повітряної армії, Командування повітряних сил «Аляска», Аляскинським регіоном космічно-повітряної оборони, Командування ССО США «Тихий океан», 16-го крила спеціальних операцій.
Особисто мав 4 400 годин нальоту на різного типу авіаційних апаратах, зокрема літаками C-130 Hercules та MC-130 Combat Talon I і Combat Talon II, вертольотами MH-53 Pave Low III Pave Low IV та MH-60 Black Hawk і Pave Hawk, що перебували на озброєнні сил спеціальних операцій. Розпочав бойові вильоти за останні дні Південного В'єтнаму, брав участь в евакуації персоналу із Сайгона в 1975 році.
У 1991 році під час війни в Перській затоці він начальник штабу Об'єднаної оперативної групи сил спеціальних операцій у Північному Іраку в ході проведення операції «Щит пустелі» та «Буря в пустелі». В 1997 очолював Об'єднану оперативну групу з евакуації американських громадян з Кампучії.
Нортон Шварц був першим серед очільників Повітряних сил, хто літав на транспортних літаках і гелікоптерах та служив у силах спеціальних операцій.